# Saurauia loheri
Saurauia loheri är en tvåhjärtbladig växtart som beskrevs av Elmer Drew Merrill. Saurauia loheri ingår i släktet Saurauia och familjen Actinidiaceae. Inga underarter finns listade i Catalogue of Life.